# Burckella hillii
Burckella hillii là một loài thực vật có hoa trong họ Hồng xiêm. Loài này được (Horne ex Baker) H.J.Lam mô tả khoa học đầu tiên năm 1942.